# Brauerei A.Fischer jun.
Brauerei A.Fischer jun. – browar w Gdańsku przy Altschottland 68 (Trakt św. Wojciecha) działający w latach 1707–1918. Jeden z czterech browarów należących do rodziny Fischer. 

## Historia
Browar rozpoczął działalność w 1707. Do 1817 funkcjonował pod nazwą I. Fischer, po 1817 - P. Fischer, Brauerei H. A. Fischer, w 1851 przybrał nazwę Brauerei Achilles Adalbert Fischer, zaś w 1878 przeszedł w ręce firmy August Wolff & Co. (Brauerei A. Fischer jun. Inh. August Wolff & Co.) a następnie w 1904 Rudolfa Winkelhausena (Brauerei A. Fischer jun. Inh. Rud. Winkelhausen). Uległ likwidacji w 1918.
W 1908 zatrudniał 20 pracowników.

### Kolejne nazwy
- I. Fischer
- P. Fischer
- Braurei H.A. Fischer 1827–1870
- Braurei Achilles Adalbert Fischer 1881
- Braurei A. Fischer jun. Inh. August Wolff & Co. 1904
- Braurei A. Fischer jun. Inh. Rud. Wilkelhausen 1912